# Nitidula rufipes
Nitidula rufipes är en skalbaggsart som först beskrevs av Carl von Linné 1767.  Nitidula rufipes ingår i släktet Nitidula, och familjen glansbaggar. Enligt den finländska rödlistan är arten sårbar i Finland. Enligt den svenska rödlistan är arten nära hotad i Sverige. Arten förekommer i Götaland, Gotland, Öland, Svealand och Nedre Norrland. Arten har tidigare förekommit i Övre Norrland men är numera lokalt utdöd. Artens livsmiljö är skogar.